# Райхерт, Осси
Ро́за «О́сси» Ра́йхерт (нем. Rosa "Ossi" Reichert; 25 декабря 1925, Блайхах — 16 июля 2006, там же) — немецкая горнолыжница, специалистка по слалому и гигантскому слалому. Представляла сборную ФРГ по горнолыжному спорту и Объединённую германскую команду в 1952—1956 годах, чемпионка зимних Олимпийских игр в Кортина-д’Ампеццо, обладательница серебряной медали Олимпийских игр в Осло, чемпионка мира, трёхкратная чемпионка западногреманского национального первенства.

## Биография
Осси Райхерт родилась 25 декабря 1925 года в коммуне Блайхах, Бавария. Активно занималась горнолыжным спортом с раннего подросткового возраста — горные массивы района Алльгой, где она проживала, способствовали этому занятию, и её талант быстро раскрылся. Позже проходила подготовку в Зонтхофене в местном одноимённом лыжном клубе SC Sonthofen.
Поскольку после Второй мировой войны Национальный олимпийский комитет Германии не получил международного признания, Райхерт долгое время не могла проявить себя на высочайшем уровне, в частности ей пришлось пропустить Олимпиаду 1948 года.
Первого серьёзного успеха на международном уровне она добилась в 1952 году, когда вошла в состав немецкой сборной (фактически составленной из спортсменов Западной Германии) и удостоилась права защищать честь страны на зимних Олимпийских играх в Осло. В программе слалома по сумме двух попыток заняла второе место и завоевала тем самым серебряную олимпийскую медаль — уступила победившей американке Андреа Мид-Лоуренс всего лишь 0,8 секунды. Также стартовала здесь в гигантском слаломе, показав в этой дисциплине восьмой результат. По итогам сезона за это выдающееся достижение была награждена Серебряным лавровым листом, высшей спортивной наградой Германии.
Став серебряной олимпийской призёркой, Осси Райхерт осталась в главной горнолыжной команде ФРГ и продолжила принимать участие в крупнейших международных соревнованиях. Так, в 1954 году она выиграла две гонки серии SDS в Гриндельвальде и побывала на чемпионате мира в Оре, где заняла шестое место в слаломе. Тем не менее, в связи с серьёзной травмой лодыжки вынуждена была прервать спортивную карьеру.
В 1956 году, восстановившись от травмы, Райхерт одержала победу сразу в трёх дисциплинах западногерманского национального первенства: слаломе, гигантском слаломе и комбинации. Благодаря череде удачных выступлений вошла в состав Объединённой германской команды, собранной для участия в Олимпийских играх в Кортина-д’Ампеццо. На сей раз в слаломе во время второй попытки была дисквалифицирована и не показала никакого результата, в скоростном спуске закрыла двадцатку сильнейших, тогда как в гигантском слаломе обошла всех своих соперниц и выиграла олимпийское золото (это золото оказалось единственным для Германии на этой Олимпиаде и стало первым олимпийским золотом страны в послевоенный период). Поскольку здесь также разыгрывалось мировое первенство, дополнительно Райхерт получила статус чемпионки мира по горнолыжному спорту.
Сразу по окончании Олимпийских игр в Кортина-д’Ампеццо Осси Райхерт приняла решение завершить спортивную карьеру. Впоследствии в течение многих лет занималась управлением семейным отелем в районе Алльгой, доставшимся ей от родителей.
Умерла 16 июля 2006 года в возрасте 80 лет в своей родной коммуне Блайхах.